# 日與夜
《日與夜》（英語：Day & Night），2010年皮克斯動畫工作室動畫短片，由泰迪·牛顿 （Teddy Newton）執導。在電影《玩具總動員3》播映前及iTunes播放。短片為描述代表日與夜的兩個精靈，從互看不順眼，到相互欣賞的故事。
與皮克斯前作不同的是，此動畫風格結合二維及三維元素。《天外奇蹟》製作設計師唐·申克（Don Shank）稱此劇「與皮克斯以前製作的不一樣（unlike anything Pixar has produced before）」。

## 情節
故事發生於「日」精靈遇到「夜」精靈。由於兩個截然不同的性格，他們最初並不信任對方，並嘗試努力制勝對方。當「日」想前往有比堅尼少女享受日光浴的海灘時，「夜」就跟著進入海灘，希望「擁有」那少女，但由於夜深，少女早已不見了。接著，「日」欲展示拉斯維加斯賭場日間風光，但「夜」則以該處夜間燈光及嘖泉表演作裝飾。日間的陽光草地變成夜間的螢火蟲燈光表演；月色下的流水變成日光下熙攘的海洋。他們相異的心情都會同樣反映在身上。可是，當他們發現彼此正面特點時，他們開始欣賞對方並發展出一段珍貴友誼。隨著「日」身上的太陽下山及「夜」身上的太陽出現，他們的身份自此互換。「夜」身上可以「擁有」日光下熙攘的海灘，而「日」則「擁有」煙火、螢火蟲以及夜間下的拉斯維加斯賭場。

## 製作
短片是皮克斯第二部以傳統繪圖呈現的動畫短片，短片大部分採用二維動畫製作，還有單格拍攝搭配電腦動畫與真人貼圖結合而成（您的老鼠好友是第一部）。
短片內的人聲乃節錄自一段由美國作家韦恩·代尔於1970年代的演講。導演泰迪·牛顿將此段演講融入短片中，為向他致敬之餘，還要表示未知的事物可以神秘而美麗的，而且並不是所有未知的事物那麼值得去害怕。
而兩位角色身上的風景以全三維電腦製作。動畫師利用遮罩技術，讓兩位二維角色可以同時呈現三維日間與夜間的世界。

## 外部連結
- 互联网电影数据库（IMDb）上《日與夜》的资料（英文）
- 皮克斯英文官方網站 （页面存档备份，存于）